# Жданов Георгій Михайлович
Георгій Михайлович Жданов (5 травня 1876, село Розсольна Кус'є-Олександрівської волості Пермського повіту Пермської губернії, тепер Пермського краю, Російська Федерація — 3 вересня 1944, місто Свердловськ, тепер Єкатеринбург, Російська Федерація) — радянський діяч, сталевар Лисьвенського металургійного заводу, голова Лисьвенського райвиконкому Уральської області. Учасником Надзвичайного IV Всеросійського з'їзду рад. Член Центральної контрольної комісії ВКП(б) у 1927—1930 роках.

## Життєпис
Народився в родині наймита. Працювати почав після закінчення першого класу початкової школи — на лісозаготівлях, пізніше — сторожем вуглевипалювальних печей. У п'ятнадцять років став вуглепалом. Був заарештований на дві доби, втратив роботу і заробляв візництвом.
У травні 1901 року разом із родиною переїхав до Лисьви. Спочатку працював теслею, потім перейшов на склад злитків мартенівського цеху. Через три роки став другим підручним сталеплавильної печі. Пізніше працював першим підручним, а потім старшим печі — сталеваром. 
Член РСДРП з 1905 року.
Брав участь у підготовці загального страйку в 1905 році. Надавав конспіративну квартиру, друкував та розповсюджував листівки та газети. За це за наказом губернатора був засланий до міста Луганська. Через рік йому було дозволено повернутися, але, не зумівши влаштуватися на колишньому місці роботи, переїхав на Мотовиліхинський завод Пермської губернії. Там взяв участь у підготовці першотравневого страйку 1914 року, за що його заарештували. Вийшов із ув'язнення за кілька днів, але був звільнений із заводу. Влаштувався на Верхньо-Синячихинський завод, але також звільнений за організацію страйку. Після цього переїхав до Іжевська. У середині листопада 1916 року обраний делегатом на обласну нараду уральських партійних організацій РСДРП.
У лютому 1917 року брав участь у з'їзді представників кооперації північно-східних районів Пермі. У травні 1917 року, також у Пермі, брав участь в обласному з'їзді рад, де обраний членом Уральської ради. Введений до складу Іжевського виконавчого комітету та призначений членом продовольчої управи. Наприкінці 1917 року повернувся до Лисьви, обраний членом виконавчого комітету Лисьвенської ради. 
У 1921 році відряджений до Кунгура для роботи в земельному відділі. У 1922 році керував відновленням мартенівських печей на Чусовському заводі та в Лисьві.
З 1922 року — робітник-мартенник, майстер мартенівського цеху Лисьвенського металургійного заводу Уральської області.
У 1924—1926 роках — голова виконавчого комітету Лисьвенської районної ради. Обирався член окружної, а потім обласної контрольної комісій.
У 1926—1934 роках — старший майстер, помічник начальника мартенівського цеху із господарської частини Лисьвенського металургійного заводу Уральської області.
У 1934—1935 роках — директор комбінату будівельних матеріалів у Лисьві.
З 1935 року — на пенсії. Очолював вуличний комітет, займається озелененням та благоустроєм Лисьви. 
1938 року переїхав до дочки в місто Свердловськ. Там працював майстром дослідного заводу Уральського науково-дослідного інституту хімії та обирався секретарем партійної організації. Автор книги «На допомогу мартенівському сталевару». 
Помер 3 вересня 1944 року в Свердловську. Похований у місті Лисьва Молотовської області (тепер Пермського краю).

## Нагороди
- орден Трудового Червоного Прапора РРФСР (1922)